# Toubani (beignet)
Le Toubani est un plat traditionnel du nord du Bénin et du Niger, à base de farine de haricot. Certains y ajoutent de la farine de manioc, d'igname ou de Niébé pour avoir une pâte plus consistante. Le Toubani se cuisine donc de plusieurs manières et est consommé la plupart du temps en plat de résistance. Il est le plus souvent accompagné de piment sec et d'huile. 
C'est un mélange entre la farine de haricot (1 kg pour 4 à 8 personnes environ) et la farine de manioc ou d'igname ou de niébé (1/4 kg pour 1 kg de farine de haricot) auquel l'on ajoute de la potasse liquéfiée, du sel, de l'eau, de l'ail ou du gingembre. Après avoir battu tout le mélange pendant environ dix minutes, on réparti cela dans de petits pots que l'on cuit à la vapeur pendant 45 minutes à 1h,,,,,.  